# Bobby Cannavale

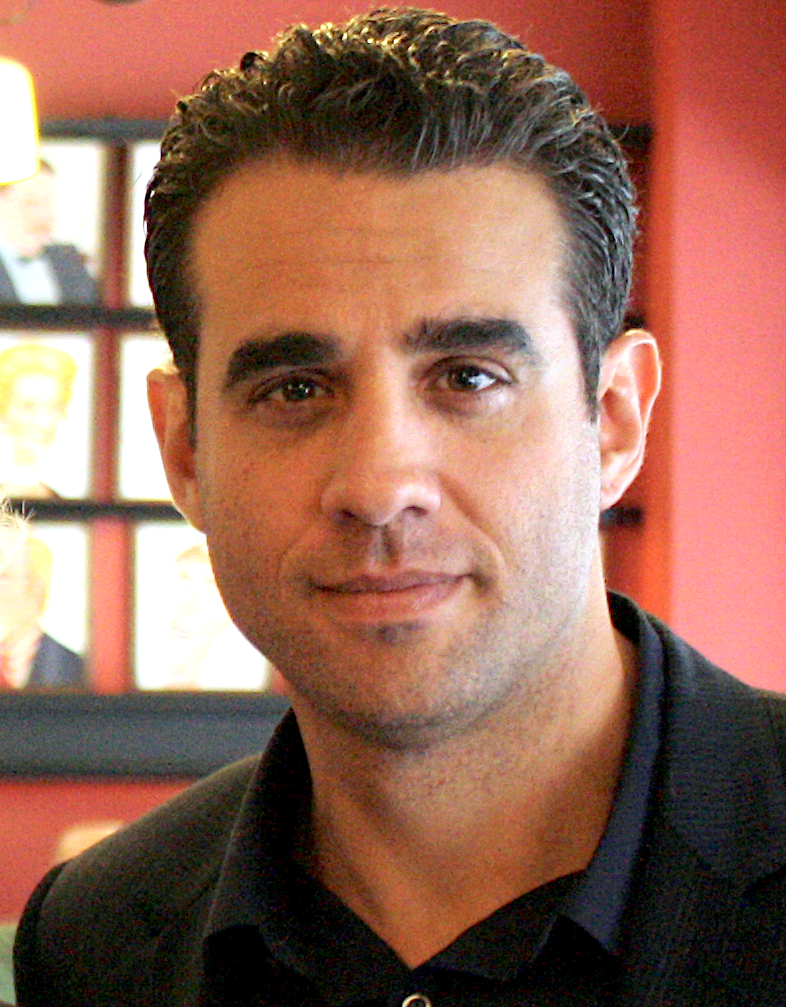
Bobby Cannavale (2009)

Robert Michael „Bobby“ Cannavale (* 3. Mai 1970 in Union City, New Jersey) ist ein US-amerikanischer Schauspieler.

## Karriere
In Deutschland ist er vor allem durch seine Rolle in der Drama-Serie Third Watch – Einsatz am Limit bekannt, wo er in den ersten beiden Staffeln (1999–2001) die Rolle des Sanitäters Bobby Caffey verkörperte. Da seine Rolle aber im Laufe der Zeit an Bedeutung verlor, entschied sich Cannavale die Serie zu verlassen, woraufhin Caffey den Serientod starb. Anschließend absolvierte Cannavale mehrere Gastauftritte bei Ally McBeal (2002) und in der Gefängnisserie Oz – Hölle hinter Gittern (2003). Darüber hinaus spielte er eine Hauptrolle in der Mafia-Saga Kingpin (2003) und außerdem eine Gastrolle in der vierten Staffel von Six Feet Under – Gestorben wird immer.
2004 spielte er den machohaften, aber schwulen Tanzschüler Chic in dem Tanzfilm Darf ich bitten? an der Seite von Richard Gere und Jennifer Lopez. Von 2004 bis 2005 war er in der Comedyserie Will & Grace als wiederkehrende Figur Vincent zu sehen, für die er 2005 auch einen Emmy als bester Gastdarsteller in einer Comedy erhielt. In der Serie Cold Case – Kein Opfer ist je vergessen übernahm Bobby Cannavale die wiederkehrende Rolle des Undercover-Drogenfahnders Eddi Saccardo, der eine Beziehung mit der Ermittlerin Lilly Rush (Kathryn Morris) eingeht. Im September 2013 erhielt er seinen zweiten Emmy als bester Nebendarsteller in einer Drama-Serie für seine Rolle des Gyp Rosetti in Boardwalk Empire.
Neben seiner Tätigkeit im Fernsehen ist Cannavale auch ein begeisterter Theaterschauspieler, der regelmäßig in New York auf der Bühne steht. Daneben ist er auch immer wieder in Hollywood-Produktionen zu sehen, wie u. a. in Station Agent von Tom McCarthy und Fast Food Nation von Richard Linklater.
Von 1994 bis 2003 war Bobby Cannavale mit Jenny Lumet, der Tochter von Sidney Lumet und Enkelin von Lena Horne, verheiratet. Aus dieser Ehe entstammt sein Sohn Jake Cannavale (* 1995), welcher ebenfalls Schauspieler ist und schon zusammen mit seinem Vater in der vierten Staffel der Serie Nurse Jackie zu sehen war. Seit dem Jahr 2012 ist er mit der australischen Schauspielerin Rose Byrne liiert. Anfang Februar 2016 kam das erste gemeinsame Kind der beiden, ein Junge, zur Welt.

## Filmografie
- 1996: Nacht über Manhattan (Night Falls on Manhattan)
- 1996: Ich bin nicht Rappaport (I’m Not Rappaport)
- 1998: The Sound of War (When Trumpets Fade, Fernsehfilm)
- 1998–1999: Trinity (Fernsehserie, 7 Episoden)
- 1999: Gloria
- 1999: Der Knochenjäger (The Bone Collector)
- 1999–2001: Third Watch – Einsatz am Limit (Third Watch, Fernsehserie, 38 Episoden)
- 2000: Sex and the City (Fernsehserie, eine Episode)
- 2001: 3 A.M. – Drei Stunden nach Mitternacht (3 A.M.)
- 2001–2002: 100 Centre Street (Fernsehserie, 5 Episoden)
- 2002: Law & Order: Special Victims Unit (Fernsehserie, eine Episode)
- 2002: Washington Heights
- 2002: Ally McBeal (Fernsehserie, 5 Episoden)
- 2002: Der Super-Guru (The Guru)
- 2002: Fresh Cut Grass
- 2002, 2007: Law & Order (Fernsehserie, 2 Episoden)
- 2003: Station Agent (The Station Agent)
- 2003: Kingpin – Kartell des Todes (Miniserie, 6 Episoden)
- 2003: Oz – Hölle hinter Gittern (Oz, Fernsehserie, 2 Episoden)
- 2003: Criminal Intent – Verbrechen im Visier (Law & Order: Criminal Intent, Fernsehserie, eine Episode)
- 2003: Shortcut to Happiness – Der Teufel steckt im Detail (Shortcut to Happiness)
- 2004: Six Feet Under – Gestorben wird immer (Six Feet Under, Fernsehserie, 3 Episoden)
- 2004: Haven
- 2004: Darf ich bitten? (Shall We Dance?)
- 2004: The Breakup Artist
- 2004–2018: Will & Grace (Fernsehserie, 17 Episoden)
- 2005: Happy Endings
- 2005: The Exonerated (Fernsehfilm)
- 2005: Romance & Cigarettes
- 2005: Recipe for a Perfect Christmas (Fernsehfilm)
- 2005: N.Y.-70 (Fernsehfilm)
- 2006: The Night Listener – Der nächtliche Lauscher (The Night Listener)
- 2006: Fast Food Nation
- 2006: Snakes on a Plane
- 2006: 10 Items or Less – Du bist wen du triffst (10 Items or Less)
- 2006: So Here's What Happened (Kurzfilm)
- 2007: Das 10 Gebote Movie (The Ten)
- 2007: Dedication
- 2007: The Knights of Prosperity (Fernsehserie, 2 Episoden)
- 2007: The Take – Rache ist das Einzige, was zählt (The Take)
- 2007: M.O.N.Y. (Fernsehfilm)
- 2008: The Merry Gentleman
- 2008: Memories to Go – Vergeben… und vergessen! (Diminished Capacity)
- 2008: Topjob – Showdown im Supermarkt (The Promotion)
- 2008: Lipstick Jungle (Fernsehserie, eine Episode)
- 2008: 100 Feet
- 2008–2009: Cold Case – Kein Opfer ist je vergessen (Cold Case, Fernsehserie, 7 Episoden)
- 2009: Der Kaufhaus Cop (Paul Blart: Mall Cop)
- 2009: Brief Interviews with Hideous Men
- 2009: Cupid (Fernsehserie, 7 Episoden)
- 2009: Louis C.K.'s Last Chance (Kurzfilm)
- 2010: American Dad (Fernsehserie, eine Episode, Stimme)
- 2010: F--K (Kurzfilm)
- 2010: Die etwas anderen Cops (The Other Guys)
- 2010: Louie (Fernsehserie, 2 Episoden)
- 2010: Apples (Kurzfilm)
- 2010: Weakness
- 2010: Marry Me (Miniserie, 2 Episoden)
- 2010–2011: Blue Bloods – Crime Scene New York (Blue Bloods, Fernsehserie, 3 Episoden)
- 2011: Win Win
- 2011: Roadie
- 2012: Nick the Doorman (Fernsehfilm)
- 2012: Modern Family (Fernsehserie, eine Episode)
- 2012: Boardwalk Empire (Fernsehserie, 12 Episoden)
- 2012–2013: Nurse Jackie (Fernsehserie, 12 Episoden)
- 2013: Movie 43
- 2013: Parker
- 2013: Lovelace
- 2013: Blue Jasmine
- 2014: Kiss the Cook – So schmeckt das Leben! (Chef)
- 2014: Robot Chicken (Fernsehserie, eine Episode, Stimme)
- 2014: Adult Beginners
- 2014: Annie
- 2015: Spy – Susan Cooper Undercover (Spy)
- 2015: Mr. Collins’ zweiter Frühling (Danny Collins)
- 2015: Ant-Man
- 2015: Daddy’s Home – Ein Vater zu viel (Daddy’s Home)
- 2016: Umweg nach Hause (The Revised Fundamentals of Caregiving)
- 2016: Vinyl (Fernsehserie, 10 Episoden)
- 2017: Hair (Kurzfilm)
- 2017: Master of None (Fernsehserie, 4 Episoden)
- 2017: Comrade Detective (Fernsehserie, eine Episode, Stimme)
- 2017: Operation Nussknacker 2 – Voll auf die Nüsse (The Nut Job 2, Stimme)
- 2017: I, Tonya
- 2017: Jumanji: Willkommen im Dschungel (Jumanji: Welcome to the Jungle)
- 2017: Ferdinand – Geht STIERisch ab! (Ferdinand, Stimme)
- 2017: Ball Two (Kurzfilm)
- 2017–2019: Mr. Robot (Fernsehserie, 9 Episoden)
- 2018: That's Harassment (Kurzfilm)
- 2018: Zwischenstation (Boundaries)
- 2018: Ant-Man and the Wasp
- 2018: Angie Tribeca (Fernsehserie, 10 Episoden)
- 2018, 2020: BoJack Horseman (Fernsehserie, 2 Episoden, Stimme)
- 2018–2020: Homecoming (Fernsehserie, 11 Episoden)
- 2018–2020: Big Mouth (Fernsehserie, 3 Episoden, Stimme)
- 2019: SpongeBob Schwammkopf (SpongeBob SquarePants, Fernsehserie, eine Episode, Stimme)
- 2019: The Detour (Fernsehserie, eine Episode, Stimme)
- 2019: Motherless Brooklyn
- 2019: Martha the Monster (Kurzfilm)
- 2019: The Irishman
- 2019: The Jesus Rolls (Going Places)
- 2020: Mrs. America (Miniserie, eine Episode)
- 2020: Superintelligence
- 2021: Thunder Force
- 2021: Jolt
- 2021: Nine Perfect Strangers (Miniserie, 8 Episoden)
- 2021: This Is the Night
- 2021: Sing – Die Show deines Lebens (Sing 2, Stimme)
- 2022: Blond (Blonde)
- 2022: The Watcher (Miniserie, 7 Episoden)
- 2023: Old Dads
- 2023: Angespült – Ein Krabbenteuer (Under the Boardwalk) (Stimme)
- 2023: Ezra – Eine Familiengeschichte (Ezra)
- 2024: MaXXXine
- 2024: Unaufhaltsam (Unstoppable)
- 2025: Blue Moon